# Ґорський муніципалітет
Ґорський муніципалітет (груз. გორის მუნიციპალიტეტი) — адміністративна одиниця мгаре Шида Картлі, Грузія. Адміністративний центр — місто Горі.

## Населення
Станом на 1 січня 2014 чисельність населення муніципалітету склала 125 692 мешканців.
| Грузини | Осетини | Вірмени | Азербайджанці | Росіяни |
| 96,9%   | 1,5 %   | 0,6 %   | 0,6 %         | 0,2%    |